# 木耳镇 (重庆市)
木耳镇，是中华人民共和国重庆市渝北区下辖的一个乡镇级行政单位。

## 行政区划
木耳镇下辖以下地区：
街道社区、石狮路社区、新合村、白房村、新乡村、举人坝村、学堂村、垭口村、白云山村、石鞋村、五通庙村、石坪村、金刚村和良桥村。